# Znaky diplomatického materiálu
Znaky diplomatického materiálu je souhrn určitých forem, které musí být dodrženy při vyhotovení každé písemnosti.

## Vnější znaky
Vnější znaky listiny jsou patrné pouze na originálu nebo kvalitní fotokopii.
- Psací látka - v nejstarších dobách papyrus a voskové destičky, později pergamen a poté papír. Ve střední Evropě se až do 14. století používal vesměs jen pergamen (a voskové destičky pro koncepty a podobné přechodné typy záznamů). Papír byl považován za málo slavnostní, a proto se u oficiálních písemností uplatňoval jen zřídka. Častěji je doložený až od 14. století, ale ještě dlouho poté zůstává alespoň pro listiny hlavní psací látkou pergamen. Důležitým znakem není jen obecný typ psací látky, ale i její bližší určení. Například je možné odlišit italský a středoevropský druh pergamenu.
- Formát - tvar a velikost písemnosti. Je z velké části závislý na druhu psací látky a zejména u papyru a papíru je omezen výrobními možnostmi. Oproti tomu pergamen může mít různorodý formát, přičemž jednotlivé kusy kůže lze sešívat nebo slepovat. Obvykle má pergamen obdélný tvar a pokud je potřeba zaznamenat delší text, jsou použity dvojlisty, spojované do sešitu či knihy. Jen vzácně je pergamen upraven jako svitek.
  - Rotulus - typický formát pro papyrus. Listy jsou spojeny do protáhlého obdélníku, dlouhého i desítky metrů a upraveného jako svitek. Text je psán paralelně s kratší stranou.
  - Charta recta - tvar písemnosti, kdy je šířka větší než délka (ve středověku častější)
  - Charta transversa - tvar písemnosti, kdy je výška větší než šířka (méně časté)
- Linkování - ve středověku bylo prováděno ředěným inkoustem, olůvkem nebo rydlem (tzv. slepé linkování). Úprava linkování může být typická pro konkrétní čas či prostředí (místo). Původně se objevují pouze vodorovné linky, později jsou kresleny i linky svislé, pro vymezení okrajů psací látky i sloupců textu. Pomůckou při linkování byly postranní vpichy, mezi které se linky kreslily. Na papyru se linkování neobjevuje, protože výrazná struktura rostlinných vláken je nahrazuje.
- Inkoust si až do 19. století připravovali písaři sami, proto může být značně variabilní. V minulosti byl využíván zejména duběnkový inkoust, jehož barva kolísá mezi černou a hnědou. Změny odstínu inkoustu mohou indikovat, zda byl text napsán najednou či na několikrát a také je díky tomu možné identifikovat pozdější přípisky, doplňky apod. Je však potřeba počítat s určitým kolísáním odstínu i při jednorázovém zápise, a to kvůli namáčení pera. Ojediněle byly k psaní použity i barvy, zejména červená a zlatá.

Labarum

- Písmo - jeden z nejdůležitějších vnějších znaků. Použité písmo musí v případě pravé písemnosti odpovídat době i místu jejího vzniku (pro konkrétní čas i prostředí jsou typické konkrétní typy písma). Ve starších dobách jsou listiny psány ozdobným písmem, ale od 13. století tato zdobnost zaniká. Na ostatní diplomatický materiál je užíváno běžné písařské písmo. Kromě obecného typu písma hodnotí diplomatika i individuální styl každého písaře, porovnávají se tvary jednotlivých písmen, způsob tažení písma (písařský ductus), doprovodné značky i zkratky (více viz paleografie).
- Výzdoba - pro zkrášlení vzhledu se zdůrazňovala počáteční písmena nebo části textu (prodloužené písmo, majuskula, iniciála, apod.)

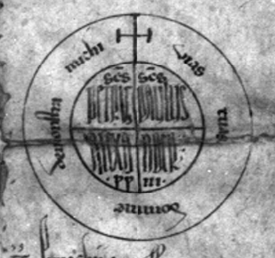
Rota Alexandra III.

- Korektury a razury - opravy, vymazání či vyškrabání původního textu
- Grafická znamení - mají zdobný či pověřovací charakter. Vyskytují se pouze na listinách.
  - kříž - řecký či méně často latinský, často zdobený. Vyjadřuje symbolickou invokaci Boha.
  - chrismon - ozdobné písmeno C (zkratka jména Christus). Vyjadřuje symbolickou invokaci Boha na počátku textu.
  - labarum - specifická forma chrismonu. Zkřížená písmena X a P, v řecké abecedě čtená jako Ch a R představují zkratku jména Christus.
  - rota - znamení, užívané k ověření pravosti listiny. Má podobu dvou soustředných kruhů rozdělených křížem. Výplň kvadrantů i mezikruží může být různá. Toto znamení se nachází nejčastěji na slavnostních papežských privilegiích zhruba do 14. století, může se však vyskytnout i v jiných listinách.
  - bene valete - závěrečný pozdrav, který byl ve své vrcholné formě užíván ve formě ozdobného monogramu. Objevuje se nejčastěji na slavnostních papežských priviegiích, kde má ověřovací funkci, podobně jako rota.
  - monogram - několik písmen, propojených ligaturami a vyjadřujících jméno, případně titul vydavatele listiny (nahrazuje vlastnoruční podpis). Monogram byl používán téměř výhradně v listinách římsko-německých panovníků zhruba do 15. století.
  - rekogniční znamení - zkratka slova "subscripsi" (ss.), ukončující pověřovací formuli, připojovanou jménem vedoucího kanceláře. Objevuje se zejména v listinách římsko-německých panovníků, avšak mizí již během 12. století.
  - znamení chirografu - ověřovací prostředek chirografů, tedy listin, psaných ve dvou vyhotoveních. Mezi dva totožné texty se vepsal text a psací látka byla přes něj přestřižena. Při ověřování pravosti se rozstřižené části přikládaly k sobě a musely souhlasit. Tento způsob ověřování pravosti listin byl převzat z Anglie, byl ovšem značně nepraktický (k ověření pravosti byla nutná přítomnost obou stran), a proto se příliš nerozšířil.
  - notářské znamení - grafické znamení, doprovázející ověření listiny provedené veřejným notářem
  - koma - přetvořená interpunkce za monogramem
- Podpisy, poznámky a přípisky kancelářského původu - podpisy vydavatelů písemností se vyskytují častěji až od konce 15. století, neboť vydavatelé ani příjemci do té doby často neuměli číst a psát. K ověřování pravosti tak byly používány jiné prostředky, zejména pečeti. Kancelářské poznámky se na písemnostech objevují ve větší míře od 14. století. Jsou mezi nimi poznámky korektorů, taxátorů, poznámky registrátorské (o zápisu do register) i příjemecké.
- Pečeti - nejrozšířenější (nikoli jediná) forma potvrzení písemnosti. Pečeť spolehlivě reprezentuje svého majitele a to i v případě, že příjemce neumí číst. Je zárukou pravosti písemnosti a dodává jí určitou závažnost. Běžné otevřené písemnosti byly expedovány pouze jednoduše složené (pečeť byla přitištěná, přivěšená či zavěšená), zatímco listiny s utajeným obsahem byly důmyslně složeny a zabezpečeny uzavírací pečetí (více viz sfragistika).

## Vnitřní znaky
Vnitřní znaky listiny jsou určitá stylistická pravidla, typická pro konkrétní dobu a místo (prostředí). Jsou dobře patrná i na opisech.
- Jazyk - spolu s rozborem písma poskytuje řadu údajů o původu písemnosti. Pro kritickou analýzu nestačí jen běžná znalost jazyka, ale je nutná i znalost místních odchylek a dobových tvarů, jejich přesných významů, způsobu užití a uspořádání v písemném projevu. Do 14. století převládá v diplomatickém materiálu latina, avšak od 12. století začínají do písemností postupně pronikat národní jazyky (italština, francouzština, němčina a další). Čeština se objevuje od 14. století.
- Skladba - souhrn formulí, uspořádaných do logického celku. Skladba závisí na právním obsahu a formě vyhotovení písemnosti (slavnostní či jednoduchá) i na zvyklostech každé kanceláře (více viz Skladba listiny).
- Styl (též diktát) - individuální styl písaře či kanceláře. Některé písemnosti mají zvláště promyšlený styl, včetně rytmické prózy (střídání přízvučných a nepřízvučných slabik na začátku, uprostřed a zejména na konci vět) a rýmované prózy (shoda slov na konci vět či souběžně postavené větné části). Tyto projevy však většinou mizí ve 13. století.
  - subjektivní koncepce – vydavatel jmenován v 1. osobě, nejčastěji jako majestátní plurál. Tato koncepce je často používaná kancelářemi papeže či panovníků.
  - objektivní koncepce – vydavatel jmenován v 3. osobě (méně časté)